# Mezey Ferenc (plébános)
Mezey Ferenc (1838. január 20. – Szakolca, 1899. január 7.) római katolikus plébános, prépost.

## Élete
A protestáns vallásról 1848. július 30-án családjával együtt áttért a római katolikus hitre. A bölcseletet Nagyszombatban, a teologiát Bécsben végezte. 1861. július 28-án szentelték miséspappá és Galgócra küldték káplánnak. 1866. március 6-án pőstyéni plébánosnak nevezték ki; onnét 1877-ben Szakolcára ment, ahol egyszersmind dékán és az ottani gimnáziumnál érseki biztos volt. 1880-tól sólyomvásárhelyi Lambertről nevezett prépost.

## Munkái
- Alkalmi szent beszéd, melyet ... az újonnan kifestett szakolczai templom beszentelése alkalmából 1890. aug. 20. mondott. Szakolcza, 1890.
- Esketési szent beszédek, melyeket 1894. júl. 3. dr. Kostyál Miklós és Hanzlikfalvi Vagyon Luczi és 1896 okt. 17. Krischker Nándor és Hanzlikfalvi Vagyon Ella esketése alkalmával tartott. Esztergom, (1897).